# Коста-Дорада
Ко́ста-Дора́да (исп. Costa Dorada, кат. Costa Daurada, «Золотой берег») — отрезок побережья Балеарского моря (часть Средиземного моря) в северо-восточной Испании, простирается на 200 км от Вилановы-и-ла-Желтру на севере до расположенного в дельте реки Эбро города Альканар на юге. Коста-Дорада охватывает всё побережье провинции Таррагона.
В отличие от расположенной севернее Коста-Брава, для Коста-Дорады типичны длинные и пологие песчаные пляжи, создающие идеальные условия для туризма и отдыха. Соотношение пляжей и каменистого побережья в Коста-Дораде намного лучше, чем в других испанских приморских регионах, не зря Costa Dorada по-испански означает — «золотое побережье». Вход в воду на большинстве пляжей пологий.
Одна из главных туристических достопримечательностей Коста-Дорада — парк аттракционов Порт Авентура в городе Салоу.

## Популярные города на Коста-Дорада
- Салоу
- Ла Пинеда
- Таррагона
- Кома-Руга
- Калафель[2]